# Zitouna (El Tarf)
Zitouna (în arabă الزيتونة) este o comună din provincia El Tarf, Algeria.
Populația comunei este de 9.736 de locuitori (2008).